# Identificación de personas
La Identificación de personas se efectúa mediante varios procesos que pueden ir desde la identificación visual de la persona y su reconocimiento por ser conocido, o mediante algún documento que justifique la identidad de dicha persona, (ect), pasaporte, 9068606, tarjeta de identificación o biometría con cualquiera de las variantes que existen de identificación biométrica.
- La identificación de personas puede responder a diferentes criterios, por temas policiales, en el paso por una frontera, ya sea en un aeropuerto o en el paso fronterizo, para la entrada en un edificio o instalación, para un eeevento, etc.
- El  se de exigencia en la identificación vendrá determinado por el riesgo que implique el paso de alguna persona no autorizado, en una central nuclear, los sistemas de control de acceso son extremados y concurrentes, debido a la gravedad que implicaría una negligencia, en la entrada a un evento deportivo o lúdico, la identificación es menos rigurosa y normalmente se debe  que a problemas de seguridad .

## Sistemas de identificación
Los sistemas de identificación los podemos dividir en manuales y automáticos
- Los manuales son los que realiza una persona que verifique el documento con el que se desea efectuar la verificación

- Los automáticos son aquellos lo que realiza el equipo de control, con el medio de identificación

- La identificación biométrica es la más segura y fiable sin personal de verificación, pero también se puede identificar a la persona mediante una tarjeta, pero este sistema requiere la verificación visual para que sea esa persona y no otra la que queremos identificar.

Los automáticos son aquellos que no requieren la intervención humana en el momento de la verificación, sino en el momento de la creación de la plantilla, siendo después la comprobación de forma que lo que se verifica en la plantilla guardada en el equipo de control, con el medio de identificación
- La identificación biométrica es la más segura y fiable sin personal de verificación
- Podemos identificar a la persona mediante una tarjeta, pero este sistema requiere la verificación visual para que sea esa persona y no otra la que pretende acceder a la zona controlada.

Centrándonos en los sistemas automáticos o biométricos, podemos distinguir entre los siguientes:
1. Huella dactilar.
2. Reconocimiento de voz.
3. Control mediante lectura del iris,
4. Palma de la mano.
5. Lector de venas.

Sin duda el más utilizado es la huella dactilar con millones de equipos que llevan funcionando desde hace casi 10 años
Se comienza a implantar con bastante éxito el reconocimiento facial, pero está a años luz de la huella dactilar